# UNetbootin
UnetBootIn é um programa que permite a criação de sistemas Live USB.
Live CDs são CDs que possuem distribuição Linux a qual pode ser executada a partir do próprio dispositivo, sem que seja necessário instalá-la no computador.
Da mesma forma, funciona o Live USB. Entretanto, utiliza-se um pendrive ao invés de um CD. Esses dispositivos possuem uma memória que pode ser reescrita, assim, é possível fazer alterações nessas versões.
O UnetBootIn permite que você armazene sistemas operacionais em pendrives, utilizando o método do Live USB. Essa tarefa pode ser executada com muita facilidade, pois o programa possui uma interface simples e prática de ser usada.

## Criando o Live USB
Esse software suporta mais de 20 distribuições do Linux. Algumas delas são: Ubuntu, Slackware, Fedora, Debian e OpenSuse, porém não suporta ISO's Windows, MAC, Solaris ou DOS. O Live USB pode ser gerado a partir de uma ISO do seu computador ou uma ISO baixada pelo UNetBootIn. Para que ele seja criado, basta selecionar a versão e a distribuição que você deseja.
Depois de ter feito isso, na opção “Disco”, é preciso selecionar o local onde será montado o seu sistema operacional e clique em “Ok”. Quando o processo for concluído, você terá um sistema operacional portátil para ser usado em qualquer computador.